# Торнтонвілл (Техас)
Торнтонвілл (англ. Thorntonville) — місто (англ. town) в США, в окрузі Ворд штату Техас. Населення — 561 особа (2020).

## Географія
Торнтонвілл розташований за координатами 31°34′44″ пн. ш. 102°55′19″ зх. д. / 31.57889° пн. ш. 102.92194° зх. д. (31.578927, -102.922073).  За даними Бюро перепису населення США в 2010 році місто мало площу 2,07 км², уся площа — суходіл.

## Демографія
Згідно з переписом 2010 року, у місті мешкало 476 осіб у 192 домогосподарствах у складі 124 родин. Густота населення становила 229 осіб/км².  Було 227 помешкань (109/км²).
Расовий склад населення:
| - 83,0 % — білих - 0,8 % — чорних або афроамериканців - 0,4 % — корінних американців - 0,4 % — азіатів - 11,8 % — осіб інших рас |

До двох чи більше рас належало 3,6 %. Частка іспаномовних становила 41,8 % від усіх жителів.
За віковим діапазоном населення розподілялося таким чином: 26,5 % — особи молодші 18 років, 57,3 % — особи у віці 18—64 років, 16,2 % — особи у віці 65 років та старші. Медіана віку мешканця становила 36,8 року. На 100 осіб жіночої статі у місті припадало 95,1 чоловіків;  на 100 жінок у віці від 18 років та старших — 103,5 чоловіків також старших 18 років.
Середній дохід на одне домашнє господарство  становив 67 051 долар США (медіана — 56 250), а середній дохід на одну сім'ю — 82 539 доларів (медіана — 80 938). Медіана доходів становила 54 167 доларів для чоловіків та 29 583 долари для жінок. За межею бідності перебувало 8,7 % осіб, у тому числі 6,9 % дітей у віці до 18 років та 9,6 % осіб у віці 65 років та старших.
Цивільне працевлаштоване населення становило 236 осіб. Основні галузі зайнятості: сільське господарство, лісництво, риболовля — 36,4 %, освіта, охорона здоров'я та соціальна допомога — 20,8 %, мистецтво, розваги та відпочинок — 7,2 %, будівництво — 7,2 %.